# Schwarzheide
Schwarzheide est une commune allemande de l'arrondissement de Haute-Forêt-de-Spree-Lusace, Land de Brandebourg.

## Géographie
Schwarzheide se situe au nord de l'Elster Noire, dans la Basse-Lusace ; à l'est passe la Pößnitz.
La commune comprend le quartier de Naundorf.
|             | Schipkau     |             |
| Lauchhammer | Schwarzheide | Senftenberg |
|             | Ruhland      | Schwarzbach |

## Histoire
Schwarzheide est créée en octobre 1936 par la fusion des deux communes Zschornegosda (maintenant Schwarzheide-West) et Naundorf (aujourd'hui Schwarzheide-Ost) développées de manière totalement indépendante. Le nom de la ville est créé par la germanisation des noms de lieux à partir de la traduction libre du nom d'origine sorabe du lieu "Zschornegosda" (čorny = noir, gozd = lande, forêt).
La date d'établissement du lieu est inconnue. Vraisemblablement, les villages de Zschornegosda et de Naundorf sont fondés au cours du prosélytisme chrétien aux XIIe siècle et XIIIe siècle.
La première preuve écrite de Naundorf (sous le nom de Nuwendorff) vient d'un document de gage de 1421. Zschornegosda est mentionné pour la première fois en 1449 (sous le nom de Cschörnegast) dans le certificat féodal du duc Frédéric II de Saxe. Alors que Naundorf est un village-rue typique à la croisée de l'Elster Noire, le village de pêcheurs Zschornegosda n'est pas un Rundlingen mais un Hofreitendorf. Il consiste en une rangée de maisons fortement incurvées, ouvertes au nord-est autour de la chapelle du village qui se trouve sur le point culminant.
Le développement des deux villages est entravé à plusieurs reprises par les pillages résultant des guerres, des grands incendies et des épidémies.
Après les premières découvertes de lignite brute à l'ouest de Zschornegosda en 1780, les activités minières commencent à grande échelle une centaine d'années plus tard. Avec l'évacuation des eaux usées dans l'Elster Noire, pour drainer l'eau de la mine, disparaissent aussi le paysage de prairie naturelle et l'abondance de poissons associés, et ainsi la pêche, autrefois la plus importante source de revenus.
Afin de pouvoir produire de l'essence indépendamment des importations de pétrole pendant une guerre, la Hydrierwerk de Ruhland est construite en 1935 au nord de la ville par le BRABAG qui produit de l'essence au moyen du procédé Fischer-Tropsch à partir de lignite. Parallèlement à la construction des installations industrielles, l'actuelle Bundesautobahn 13 et les nombreux appartements de la main-d'œuvre sont construites.
De juillet 1944 à avril 1945, le camp de concentration de Schwarzheide, camp de travaux forcés de Sachsenhausen, situé au nord-est de la ville, emploie environ un millier de juifs tchèques. 600 prisonniers survivent aux travaux sévères et parfois mortels, dont environ 200 seulement survivent en mai 1945 lors de la marche vers le camp de concentration de Theresienstadt.
En raison de l'importance stratégique de BRABAG, Schwarzheide est détruit pendant la Seconde Guerre mondiale par de nombreux bombardements. En conséquence, il n'y a pratiquement pas de bâtiments dans la ville et ses environs d'avant 1945, à l’exception, par exemple, du château d’eau, alors que plusieurs munitions non explosées sont encore récupérées chaque année. À la suite de l'accord de Potsdam, l'usine BRABAG devient une société d’État soviétique et fournit des réparations à la Pologne et à l'Union soviétique. Au 1er janvier 1954, elle est donnée à la RDA.
Lorsque Schwarzheide compte plus de 8 000 habitants dans les années 1960, elle obtient le statut de ville le 11 janvier 1967. Au début des années 1980, la ville compte pour une courte période plus de 10 000 habitants.
À la suite de la réunification allemande de 1990, l’usine de synthèse de Schwarzheide est l'une des premières entreprises privatisées par la Treuhand avec plus de 6 000 emplois repris par BASF. Avec la baisse de l'extraction de lignite, BASF Schwarzheide est en 2015 le plus grand employeur de la région avec environ 3 300 employés directs et indirects, y compris de nombreux fournisseurs.

## Jumelages
- Krosno Odrzańskie (Pologne)
- Karcag (Hongrie)
- Piano di Sorrento (Italie)

## Infrastructures
Schwarzheide se trouve sur la Bundesstraße 169. La Bundesautobahn 13 traverse la zone urbaine, les carrefours de Schwarzheide et Ruhland se situent sur le territoire de la ville.
La halte de Schwarzheide-Ost se trouve sur la ligne de Großenhain à Cottbus.
Au nord, il y a l'aérodrome de Schwarzheide-Schipkau.

## Personnalités liées à la commune
- Heinz Langer (né en 1935), diplomate est-allemand
- Sokrates Giapapas (né en 1937), homme d'affaires
- Monika Nothing (née en 1942), écrivain
- Frauke Petry (née en 1975), femme politique

## Source, notes et références
- (de) Cet article est partiellement ou en totalité issu de l’article de Wikipédia en allemand intitulé « Schwarzheide » (voir la liste des auteurs).

1. ↑  Page Wikipedia en Allemand.